# Teinopodagrion schiessi
Teinopodagrion schiessi är en trollsländeart som beskrevs av De Marmels 2001. Teinopodagrion schiessi ingår i släktet Teinopodagrion och familjen Megapodagrionidae. Inga underarter finns listade i Catalogue of Life.